# Шарнщайн
Шарнщайн (на немски: Scharnstein) е селище в Западна Австрия, окръг Гмунден на провинция Горна Австрия. Разположено е около река Алм. Надморска височина 488 m. Има жп гара. Население 4699 души от преброяването към 1 април 2009 г.